# هتل برلین (فیلم ۱۹۴۵)
هتل برلین (انگلیسی: Hotel Berlin) فیلمی در ژانر درام به کارگردانی پیتر گادفری است که در سال ۱۹۴۵ منتشر شد. از بازیگران آن می‌توان به فی امرسون، هلموت دانتینه، ریموند مسی، و آندریا کینگ اشاره کرد.